# Русу, Феврония Фёдоровна
Феврония Фёдоровна Русу (урождённая Паскарь) (1 сентября 1925 — 1 июня 2003) —  звеньевая колхоза имени Ватутина Новоселицкого района Черновицкой области Украинской ССР. Герой Социалистического Труда (06.06.1952).

## Биография
Родилась 1 сентября 1925 года селе Костичаны.
В тринадцать лет начала работать на полях. После окончания Великой Отечественной войны и создания колхоза возглавила комсомольско-молодёжное полеводческое звено.
Её звено успешно выращивало кукурузу, сахарную свёклу и другие продукты земледелия. В 1950 году звено собрало урожай 80 центнеров сахарной свеклы с гектара, Феврония Фёдоровна стала участником ВДНХ СССР. 
В то время стране нужна была резина, а её производство невозможно без натурального каучука, получаемого из млечного сока (латекса) тропического дерева гевеи. Поэтому Сталиным был дан приказ найти наши, советские растения-каучуконосы умеренного климата. Их поиск был возведён в СССР в ранг государственной программы. Этими растениями оказались родственники нашего одуванчика, среднеазиатские кок-сагыз и тау-сагыз.
Эту новую культуру кок-сагыз доверили выращивать её звену. В 1951 году Феврония Фёдоровна добилась высокого результата.
Указом Президиума Верховного Совета СССР от 6 июня 1952 года за получение высоких урожаев сахарной свеклы и семян кок-сагыза в 1951 году при выполнении колхозами обязательных поставок и контрактации сельскохозяйственной продукции, натуроплаты за работу МТС и обеспеченности семенами всех культур для весеннего сева 1952 года, получение урожая семян кок-сагыза 154,3 килограмма с центнера на площади 2,5 гектара Паскарь Февронии Фёдоровне присвоено звание Героя Социалистического Труда с вручением ордена Ленина и золотой медали «Серп и Молот».
После продолжала также ударно работать в колхозе. Дважды была участником ВДНХ УССР, дважды – ВДНХ СССР.
Проживала в селе Костичаны. Умерла 1 июня 2003 года. Похоронена на кладбище села Костичаны в Черновицкой области.

## Награды
- Золотая медаль «Серп и Молот» (06.06.1952);
- орден Ленина (06.06.1952)
- Медаль «В ознаменование 100-летия со дня рождения Владимира Ильича Ленина» (1970)
- Медаль «За трудовую доблесть» (29.04.1954)
- Медалями ВДНХ СССР
- и другими
- Отмечена дипломами и почётными грамотами.